# 絹狸

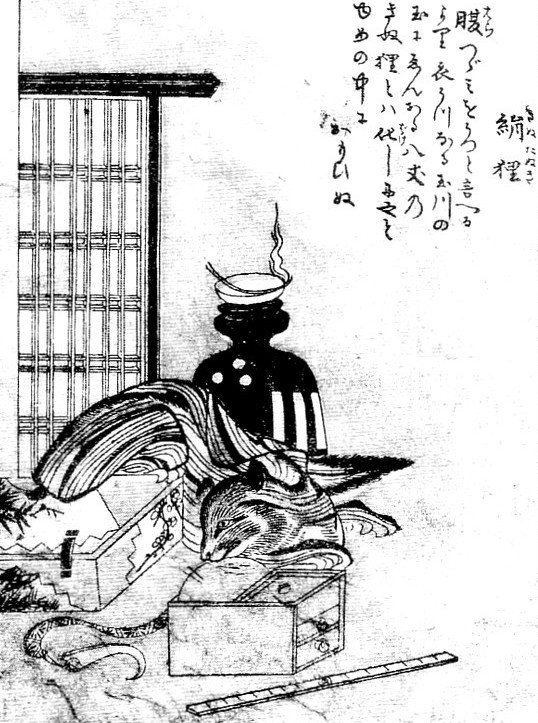
鳥山石燕《百器徒然袋》，「絹狸」

絹狸（きぬたぬき）是鳥山石燕的妖怪畫集『百器徒然袋』中出現的日本的妖怪。
其為以八丈島出產的上等絲綢料黃八丈所製的衣物纏身的狸，也有人認為其為絲綢料所幻化的狸。 。妖怪探訪家村上健司則認為其是根據用來擊打布料的道具砧的發音「きぬた」變換為「きぬ・たぬき」而創作出的妖怪。 
也有說法認為其為狸變化的砧，等製布的人將黃八丈纏在身上後即會逃跑。 

## 腳註
1. ↑  高田衛監修稲田篤信・田中直日編. . 國書刊行會. 1992: 271 頁. ISBN 978-4-336-03386-4.
2. 1 2  村上健司編著. . Kwai books. 角川書店. 2005: 135頁. ISBN 978-4-04-883926-6.
3. ↑  水木茂. . Softgarage. 2004: 43頁. ISBN 978-4-86133-004-9.

## 関連項目
- 日本妖怪列表